# Caterina Ravaglia
Caterina Ravaglia (Ravenna, 14 settembre 1994) è una modella italiana.

## Carriera
Nel 2009 vince l'edizione italiana dell'Elite Model Look; in seguito si classifica in seconda posizione nella finale mondiale tenutasi a Sanya il 18 ottobre dello stesso anno, preceduta dalla svizzera Julia Saner.Diventando la prima italiana in 26 edizioni a salire sul podio. Questo le assicura un premio di centomila euro in contratti di lavoro che la porteranno immediatamente sulle passerelle milanesi.
2011: in Gennaio esce un editoriale di Vogue Italia in cui è fotografata da Paolo Roversi.
Salta la settimana della moda Autunno/Inverno 2011/12 di New York, ma partecipa a quelle di Londra, Milano e Parigi, arrivando a sfilare per quaranta case di moda, tra cui: Paul Smith, Prada, Dolce & Gabbana, Missoni, Chanel, Givenchy, Miu Miu, Dries Van Noten, Hermès, Lanvin, Yves Saint Laurent. A seguito di queste sfilate il sito style.com la cita come nuova modella italiana in ascesa.
Diventa testimonial di Cerruti per la campagna pubblicitaria Primavera/Estate 2011 realizzata da Paolo Roversi.
Sfila a Parigi per la collezione alta moda di Giambattista Valli e di Azzedine Alaïa.
Diventa il volto delle campagne pubblicitarie Autunno/Inverno 2011/12 di M Missoni e Frankie Morello.
Caterina è apparsa sulle pagine delle edizioni italiane ed inglesi di Vogue, I-D, Self Service, Another Magazine, Interview Russia, Marie claire, Elle, Glamour.
Ha inoltre sfilato per numerose case di moda tra cui Prada, Givenchy, Hermes, Chanel, Alexander Wang, Yves Saint Laurent, Topshop, Dolce & Gabbana, Miu Miu, Lacoste, Versace per H&M, Just Cavalli, Lanvin, Trussardi e Missoni.
Caterina è apparsa nello speciale 50º anniversario di Vogue Italia scelta da Paolo Roversi insieme a MariaCarla Boscono, Stella Tennant, Ines de la Fressange, Melanie Thierry, Nine D'Urso, Guinevere Van Seenus. Caterina è stata scatta da fotografi di fama internazionale come Peter Lindbergh, Patrick Demarchelier, Paolo Roversi, Oliviero Toscani, Alasdair Mclellan, Deborah Turbeville, Erwin Olaf.

## Agenzie
- IMG models - New York
- IMG models - Londra
- IMG models - Milano
- IMG models - Parigi
- IMG models - Sydney

## Campagne pubblicitarie
- Max Mara Bridal (2021)
- Ray-Ban (2021)